# Strada europea E952
La strada europea E 952 è una strada europea di classe B il cui percorso è incluso interamente in territorio greco, collegando la città di Prevesa con quella di Lamia, procedendo in direzione ovest-est.

## Percorso
- Grecia
  - Prevesa
  - Vonitsa
  - Amfilochia
  - Agrinio
  - Karpenisi
  - Lamia (E65, E75)